# Living Textbook of Hand Surgery

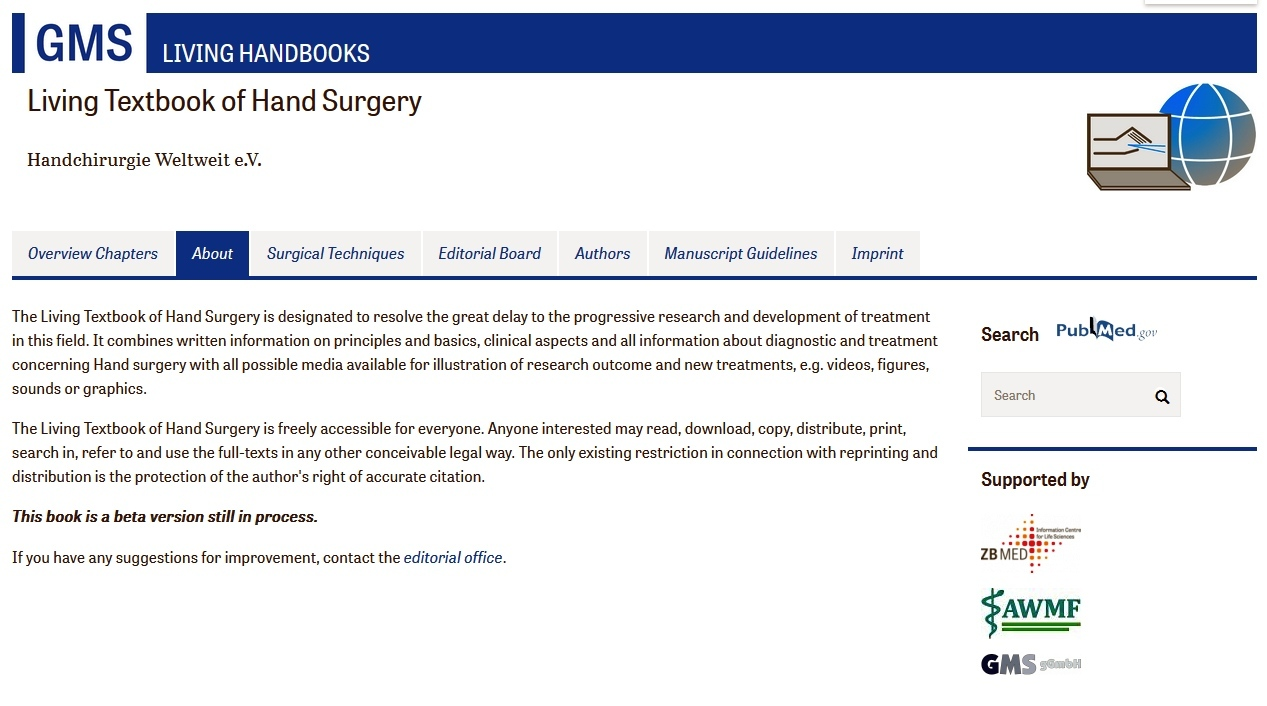
Startseite Living Textpook of Hand Suergery

Living Textbook of Hand Surgery ist ein „lebendes“ Open-Access-Lehrbuch für Handchirurgie in englischer Sprache. Neue Kapitel werden zugefügt, alle Kapitel werden bei Bedarf überarbeitet. Vor der Veröffentlichung durchlaufen die einzelnen Kapitel einen Peer-Review-Prozess.
- Entsprechend der Budapester Erklärung der Open-Access-Bewegung ist dieses Lehrbuch weltweit, barrierefrei und kostenlos im Internet zugänglich. Texte, Abbildungen, Fotos und audiovisuelle Medien aus diesem Buch stehen allen Usern zur weiteren Verwendung zur Verfügung, sofern die Quelle entsprechend benannt wird (Creative Commons License).
- Direkter Kooperationspartner ist gms (German Medical Science), das Open-Access-Portal der wissenschaftlichen medizinischen Fachgesellschaften in Deutschland, die in der AWMF organisiert sind.
- Living Textbook of Hand Surgery wird herausgegeben vom gemeinnützigen Verein „Handchirurgie weltweit e.V.“[1] Editor in Chief ist Dr. med. Richarda Böttcher (Unfallkrankenhaus Berlin).
- Alle Versionen der Artikel erhalten einen individuellen DOI (Digital Object Identifier), damit sind Aktualisierungen und Änderungen verfolgbar.

## Kapitel
Kapitelstruktur des Handbuchs, bisher nur teilweise fertig ausgearbeitet („Work in Progress“):
- Foreword[2] doi:10.5680/lhhs000002

- Preface[3] doi:10.5680/lhhs000003

- Acknowledgements[4] doi:10.5680/lhhs000004

- Introduction[5] doi:10.5680/lhhs000005
  - The history of the “Living Textbook of Hand Surgery”[6] doi:10.5680/lhhs000006
  - The concept of the “Living Textbook of Hand Surgery”[7] doi:10.5680/lhhs000007

- Basics for surgical treatment
  - Examination and consulting
  - Diagnostics
    - Basics in clinical neurophysiology: Nerve conduction studies and needle electromyography in nerve entrapment syndromes[8] doi:10.5680/lhhs000027

  - Surgical Principles
    - Microsurgical techniques for vascular anastomoses[9] doi:10.5680/lhhs000026

  - Anesthesia
  - Postoperative treatment

- Bones, joints and ligaments
  - Hand
  - Wrist
  - Distal radius and ulna
  - Forearm
  - Aseptic necroses of the bones

- Tendons
  - Extensor tendons
  - Flexor tendons

- Nerves[10] doi:10.5680/lhhs000028
  - Nerves: Structure, anatomy and response to injury[11] doi:10.5680/lhhs000029
  - Nerve injury: Classification, clinical assessment, investigation, and management[12] doi:10.5680/lhhs000030
  - Operating on nerves: Surgical approaches, primary and secondary repair, nerve grafting and nerve transfer[13] doi:10.5680/lhhs000025
  - Ulnar nerve compression[14] doi:10.5680/lhhs000031
  - Compression neuropathies of the radial nerve[15] doi:10.5680/lhhs000024
  - Median nerve compression: Pronator and anterior interosseous syndromes[16] doi:10.5680/lhhs000023

- Palsies
  - Peripheral palsies, unrepairable peripheral nerves
  - Plexus
  - Tetraplegia
  - Brain / spastic disorders
  - Thoracoscapular reconstruction

- Vasculature
  - Basics
  - Primary repair
  - Secondary repair
  - Vascular diseases and disorders

- Soft tissue
  - Basics and principles
  - Techniques of soft tissue reconstruction

- Combined injuries
  - Amputations
  - Mangled upper extremity
  - Principles of treatment
  - Technique of reconstruction
    - Microsurgical techniques for vascular anastomoses[17] doi:10.5680/lhhs000026

  - Bone and soft tissue reconstruction
  - Clinical microvascular techniques
  - Replantation micro
  - Replantation macro
  - Nonmicrosurgical coverage of upper extremity
  - Nail

- Special injuries
  - Compartment syndrome
    - Newborn compartment syndrome

  - Burns

- Infections

- The Child's Hand
  - Congenital anomalies of the upper extremity
    - Background
    - Malformation of proximal-distal axis
    - Malformation of radio-ulnar axis
    - Malformation of unspecific axis
    - Deformation
    - Dysplasia
    - Splints and Prostheses in congenital anomalies

  - Neuromuscular Conditions
    - Newborn compartment syndrome
    - Obstetric brachial plexus palsy
    - Cerebral palsy

  - Infections
    - Hand infections
    - Sequelae of sepsis

  - Tumors
    - Scars and keloids
    - Soft-tissue tumors
    - Osseous tumors

  - Trauma
    - Development of bones and growth plates
    - Fractures about the elbow
    - Fractures of the forearm bones
    - Carpal and metacarpal injuries
    - Finger fractures
    - Fingertip and nail bed injuries
    - Soft-tissue defects
    - Ligamentous injuries and luxations
    - Tendon injuries
    - Nerve injuries
    - Mutilating hand injuries, amputation
    - Burns
    - Compartment Syndrome and Volkmann’s contracture

- Special diseases
  - Aseptic necroses of the bones
  - Arthritis (degenerative)
  - Rheumatoid arthritis
  - Connective tissue diseases
  - Dupuytren's disease[18] doi:10.5680/lhhs000008
    - History of Dupuytren’s Disease[19] doi:10.5680/lhhs000009
    - Genetics of Dupuytren’s Disease[20] doi:10.5680/lhhs000010
    - Etiology of Dupuytren’s Disease[21] doi:10.5680/lhhs000011
    - The cell biology of Dupuytren’s Disease[22] doi:10.5680/lhhs000012
    - Treatment of Dupuytren’s Disease[23] doi:10.5680/lhhs000013 (inkl. OP-Videos)
      - Percutaneous needle fasciotomy/needle aponeurotomy (PNF/NA)[24] doi:10.5680/lhhs000014
      - Radiotherapy for Dupuytren’s Disease[25] doi:10.5680/lhhs000015
      - Pharmacotherapy, steroid injection, fat graft, PIP external fixators and other techniques[26] doi:10.5680/lhhs000016
      - Collagenase clostridium histolyticum[27] doi:10.5680/lhhs000032
      - Skin grafting in Dupuytren's Disease[28] doi:10.5680/lhhs000018
      - Surgical treatment for Dupuytren's Disease: open fasciotomy and fasciectomy[29] doi:10.5680/lhhs000019
      - The stiff proximal interphalangeal joint[30] doi:10.5680/lhhs000020
      - Author's preferred treatment[31] doi:10.5680/lhhs000021

    - Dupuytren’s Disease – the role of hand therapy[32] doi:10.5680/lhhs000022

  - Tenosynovitis
  - Vascular disorders
  - Complex regional pain syndrome

- Tumors
  - Bones
  - Soft tissue
  - Skin
  - Others

- Rehabilitation